# Vlaams Parlement
Het Vlaams Parlement is de parlementaire vergadering van de Vlaamse Gemeenschap en het Vlaams Gewest, en zetelt in het Vlaams Parlementsgebouw in Brussel.
Het Vlaams Parlement telt 124 leden die allen samen de Vlaamse Gemeenschap vormen. 118 leden daarvan zijn verkozen in het Vlaams Gewest, de andere zes zijn afkomstig uit het kiesgebied van het Brussels Hoofdstedelijk Gewest. Deze zes leden mogen uitsluitend stemmen over zaken betreffende de gemeenschapsmateries, aangezien het Vlaams Parlement geen gewestbevoegdheden kan uitoefenen in Brussel.
Deze volksvertegenwoordiging is opgericht onmiddellijk na de consensusbeslissing van de Vlaamse politieke partijen om de instellingen voor gewest en gemeenschap volledig samen te voegen.
Sinds 1995 worden er voor het Vlaams Parlement eigen verkiezingen gehouden. Daarvóór namen de Vlamingen uit het federale parlement zitting in het Vlaams Parlement. Ze oefenden dus een dubbelmandaat uit.
Vóór 2 april 1996 heette het de Vlaamse Raad en vóór 1980 de Cultuurraad voor de Nederlandse Cultuurgemeenschap, of kortweg de Nederlandse Cultuurraad.

## Verkiezing en duur van het Vlaams Parlement
Bij de oprichting van de Vlaamse Gemeenschap en het Vlaams Gewest was de duur van de legislatuur gekoppeld aan de federale legislatuur; dit was dus maximaal vier jaar. Telkens als de federale kamer ontbonden werd, moest ook de Vlaamse Raad/het Vlaams Parlement ontbonden worden en werden er verkiezingen uitgeschreven.
In 1993 met het Sint-Michielsakkoord verdween deze praktijk en kreeg het Vlaams Parlement een legislatuurparlement. Dit wil zeggen dat er geen ontbinding kan gebeuren in de termijn van vijf jaar. Als de regering valt, dan moet een nieuwe regering gevormd worden met de dan huidige samenstelling van het parlement. Er kan dus ook maar enkel een constructieve motie van wantrouwen worden ingediend tegen een minister of de regering. Deze motie is bijgevolg enkel ontvankelijk als er een vervanger wordt aangesteld voor een minister die in ongenade van het parlement valt.

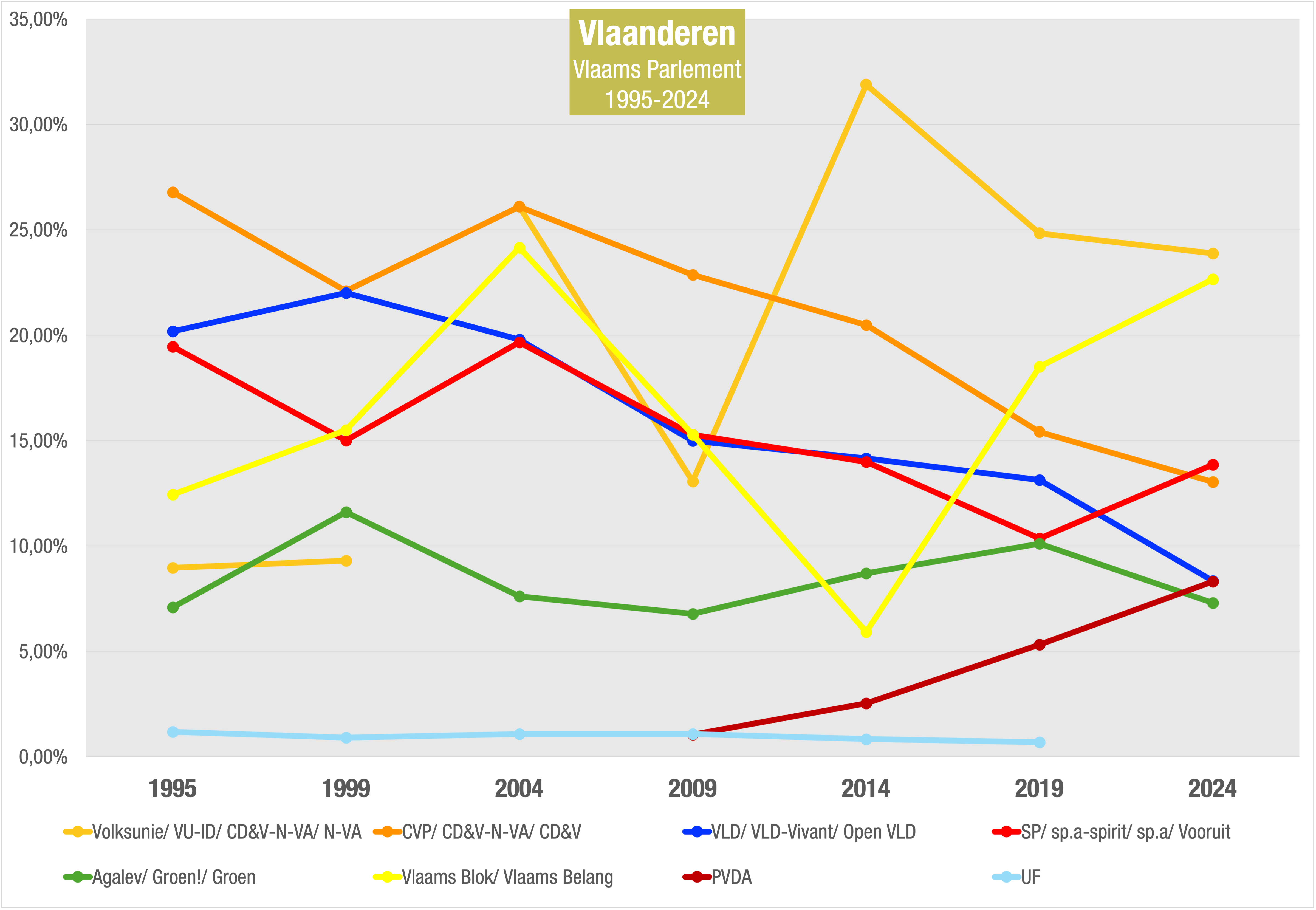
Grafiek van de Vlaamse partijen en hun behaalde resultaten voor het Vlaams Parlement van 1995 tot en met 2024, uitgedrukt in procenten.

De verkiezing valt grondwettelijk samen met die van het Europees Parlement en vindt dus om de vijf jaar plaats. Als gevolg van het Vlinderakkoord zullen ook de federale verkiezingen telkens op dezelfde datum plaatsvinden. Door het Vlinderakkoord laat de Grondwet (art. 118) ook toe een bijzondere wet in te voeren die de Gemeenschaps- en Gewestparlementen de mogelijkheid geeft zelf de datum van verkiezing van hun parlement te bepalen; dit werd echter (nog) niet ingevoerd.

## Bevoegdheden
Het parlement is de eigen vergadering van de volksvertegenwoordigers van de Vlamingen. Het legt de spelregels voor het openbaar bestuur in Vlaanderen vast in decreten (binnen de beperkingen van de Vlaamse wetgeving én van de Belgische grondwet). Het keurt elk jaar de begroting goed en controleert de werking van de regering. In praktijk domineert de Vlaamse Regering evenwel het Vlaams bestuur.
De wetgevende macht in Vlaanderen berust (wat de Vlaamse gewest- en gemeenschapsbevoegdheden betreft) bij het parlement, de uitvoerende macht bij de Vlaamse Regering en de rechterlijke macht bij de Belgische hoven en rechtbanken.
De Vlaamse Raad rekende het in 1995 tot zijn bevoegdheid om, zonder medewerking van de Belgische regering en de Belgische koning, een ridderorde, de Orde van de Vlaamse Leeuw in te stellen. De Vlaamse Raad heeft zich daarmee tot een fons honorum naast de Belgische koning gemaakt.
Vlaanderen is bevoegd voor het verrichten van uiteenlopende taken op het gebied van openbare dienstverlening, hetzij gemeenschapsaangelegenheden, hetzij gewestaangelegenheden:

### Gemeenschapsaangelegenheden
- Taalgebruik, waaronder toezicht op het taalgebruik in bestuurszaken, onderwijs en arbeidsbetrekkingen binnen de Vlaamse instellingen (maar niet de Belgische instellingen in Vlaams noch Brussels Gewest).
- Cultuur, waaronder kunsten, bescherming van het cultureel erfgoed, musea, bibliotheken, media, sport en openluchtrecreatie, en toerisme, maar telkens met de quasi volledige economische aspecten.
- Onderwijs: alle aspecten van het onderwijs, behalve de volledige financiering, de pensioenregeling in het onderwijs, begin en het einde van de leerplicht en de minimale voorwaarden voor het uitreiken van diploma's.
- Delen van de gezondheidszorg, waaronder ondersteuning en kwaliteitsbewaking van de ziekenhuizen, preventieve gezondheidszorg, thuiszorg, rustoorden en geestelijke gezondheidszorg (maar niet de volledige financiering, programmatie, ...).
- Bijstand aan personen, waaronder jeugdbescherming, jeugdbeleid, gezinsbeleid en kinderopvang, bejaarden- en gehandicaptenbeleid, het gelijkekansenbeleid en de integratie van migranten.

### Gewestaangelegenheden
- Ruimtelijke ordening: ruimtelijke plannen, bouwvergunningen, aanleg van industriezones, stadsvernieuwing, bescherming van monumenten en landschappen
- Leefmilieu: bescherming van het leefmilieu, afvalstoffenbeleid, toezicht op de gevaarlijke, ongezonde en hinderlijke bedrijven
- Waterbeleid: productie en distributie van drinkwater, zuivering van afvalwater, riolering.
- Landinrichting en natuurbehoud: waaronder ruilverkaveling, natuurbescherming, parken en bossen, jacht en visvangst.
- Landbouw en zeevisserij: ondersteuning van de land- en tuinbouwbedrijven, promotie van land- en tuinbouwproducten.
- Huisvesting: sociale woningbouw en huisvestingspremies.
- Economie: economisch overheidsinitiatief, steun aan bedrijven en buitenlandse handel.
- Energiebeleid: distributie van elektriciteit en aardgas, bevordering van rationeel energiegebruik.
- De lokale besturen, namelijk de gemeenten, provincies, stadsdistricten en intercommunales, waaronder de toewijzing van door de Belgische overheid ter beschikking gestelde financiële middelen aan de 308 Vlaamse steden en gemeenten en de vijf Vlaamse provincies, en het administratief toezicht op de lokale besturen.
- Tewerkstelling: arbeidsbemiddeling en speciale werkgelegenheidsprogramma's.
- Openbare werken en vervoer, waaronder de aanleg en onderhoud van wegen, zeehavens, bevaarbare waterlopen en de regionale luchthavens van Antwerpen en Oostende, stads- en streekvervoer.
- Internationale aangelegenheden: voor alles waarvoor Vlaanderen bevoegd is (voor alle opgesomde aangelegenheden), kan het internationale verdragen sluiten.

Bepaalde Vlaamse overheidstaken zijn toegewezen aan gespecialiseerde instellingen zoals de Vlaamse Radio en Televisie (VRT), de Vlaamse Vervoermaatschappij De Lijn, Kind en Gezin, de Openbare Vlaamse Afvalstoffenmaatschappij (OVAM) en de Vlaamse Dienst voor Arbeidsbemiddeling en Beroepsopleiding (VDAB). Het Vlaams Parlement oefent het toezicht op de werking van al deze instellingen uit.

### Parallelle bevoegdheden
Voor sommige bevoegdheden zijn zowel de federale overheid als de gemeenschappen en gewesten bevoegd, elk voor wat betreft hun aangelegenheden. Dit zijn de "parallelle" bevoegdheden, namelijk:
- Wetenschappelijk onderzoek (sinds 1993; artikel 6bis BWHI)
- Ontwikkelingssamenwerking (sinds 2004; artikel 6ter BWHI).

Dit werd echter nooit in de praktijk uitgevoerd, waardoor enkel de federale overheid bevoegd is voor ontwikkelingssamenwerking. Wel besteden de gewesten een zeer klein deel van hun budget aan ontwikkelingssamenwerking o.g.v. het principe dat ze in het buitenland bevoegdheden mogen uitoefenen waarvoor ze binnenlands ook bevoegd zijn. Evenwel blijft de federale overheid eveneens bevoegd op domeinen waar de gewesten bevoegd zijn.

## Relatie met andere overheden

### Europese regelgeving
De Europese wetgeving kreeg sinds de jaren 90 een steeds groeiende invloed op de lidstaten en hun deelstaten. Sommigen schatten dat een derde van de globale wetgeving Europees is, of beperkt wordt door Europese richtlijnen. Een bijkomende beperking vloeit voort uit het feit dat Vlaanderen niet rechtstreeks zijn belangen kan behartigen op de Europese fora. Het moet daartoe rekenen op de federale regering.

### Federale bevoegdheden
De Vlaamse overheid beschikt niet over alle bevoegdheden en middelen. Enkele worden federaal georganiseerd:
- De financiering van het Vlaamse Gewest bestaat voor zowat 75 % uit donaties van de Belgische schatkist; voor de Vlaamse Gemeenschap is dat bijna integraal; in de verdeling daarvan is solidariteit tussen de deelgebieden voorzien; die omvat echter ook een niet-omkeerbare component.
- Sociale zekerheid (pensioenen, ziekteverzekering, invaliditeit, openbare bijstand, armoedebestrijding, arbeidsongevallenverzekering ...). De gemeenschappen hebben echter beperkte bevoegdheden inzake sociale zekerheid door middel van de "bijstand aan personen".
- Het toezicht op het taalgebruik is beperkt tot de eigen Vlaamse instellingen; de werking van alle Belgische instellingen valt hier volledig buiten.
- Economie, energiebeleid, spoorwegen, de nationale luchthaven en luchttransport.

Vlaanderen beschikt evenmin over een eigen rechterlijke macht, noch over eigen politiediensten. Vlaanderen kent ook géén eigen (sub)nationaliteit. Het kan daardoor bijvoorbeeld niet zelf bepalen wie verblijfsrecht krijgt tot Vlaanderen, noch wie stemrecht voor Vlaamse verkiezingen geniet.
Financieel is het gewicht van het Vlaams Parlement en de Vlaamse Regering dus gering: zij controleren slechts procenten van de globale belastingdruk op de Vlaamse burgers en bedrijven. De gemeenten (en provincies) wegen eveneens voor wat procenten.

## Wetgevingsprocedure
De wetgevingsprocedure voor Vlaamse decreten is grotendeels analoog aan dat van het federaal niveau of van andere deelstaten.
Een volksvertegenwoordiger kan een voorstel van decreet indienen, maar doorgaans zal de Vlaamse Regering het initiatief nemen met een ontwerp van decreet. Aan dit laatste gaat een procedure vooraf vooraleer het in het parlement ingediend wordt, terwijl een voorstel van decreet zonder advies kan worden ingediend.
- De meeste ontwerpen van decreet vinden hun basis in wat in het regeerakkoord afgesproken is tussen de regeringspartijen
- De Vlaamse Regering keurt een voorontwerp van decreet een eerste keer principieel goed, waarna het voor advies naar adviesorganen gaat
- De Vlaamse Regering keurt het voorontwerp van decreet een tweede keer principieel goed, waarna het voor advies naar de Raad van State gaat
- De Vlaamse Regering keurt het voorontwerp van decreet definitief goed, waarna het wordt ingediend in het Vlaams Parlement
- Het ontwerp (of voorstel) van decreet wordt besproken in de bevoegde parlementaire commissie(s), die het eventueel amenderen en goedkeuren
- Het ontwerp (of voorstel) van decreet wordt behandeld in de plenaire vergadering (het voltallige parlement), waar het een finale goedkeuring krijgt
- Het decreet wordt bekrachtigd en afgekondigd door de Vlaamse Regering en vervolgens gepubliceerd in het Belgisch Staatsblad

Een bijzonder decreet, dat vereist is voor bepaalde onderwijs- en institutionele materies, moet goedgekeurd worden een tweederdemeerderheid van het parlement.

## Commissies
Zoals in andere parlementen gebeurt het voorbereidende werk in commissies.
Hieronder volgt een lijst van de commissies in de legislatuur 2019-2024:
- Commissie voor Algemeen Beleid, Financiën, Begroting en Justitie
- Commissie voor Binnenlands Bestuur, Gelijke Kansen en Inburgering
- Commissie voor Brussel en de Vlaamse Rand en Dierenwelzijn
- Commissie voor Buitenlands Beleid, Europese Aangelegenheden, Internationale Samenwerking en Toerisme
- Commissie voor Cultuur, Jeugd, Sport en Media
- Commissie voor Economie, Werk, Sociale Economie, Wetenschap en Innovatie
- Commissie voor Landbouw, Visserij en Plattelandsbeleid
- Commissie voor Leefmilieu, Natuur, Ruimtelijke Ordening en Energie
- Commissie voor Mobiliteit en Openbare Werken
- Commissie voor Onderwijs
- Commissie voor Welzijn, Volksgezondheid, Gezin en Armoedebestrijding
- Commissie voor Wonen en Onroerend Erfgoed
- Commissie voor Reglement en Samenwerking
- Commissie voor de Vervolgingen
- Deontologische Commissie
- Controlecommissie voor Regeringsmededelingen
- Vlaamse Controlecommissie voor de Verkiezingsuitgaven
- Vlaamse Controlecommissie voor de Vermogens- en Mandatenaangifte
- Interparlementaire Commissie voor de Nederlandse Taalunie, bestaande uit 22 volksvertegenwoordigers: elf Nederlandse en elf Vlaamse, aangewezen door respectievelijk de Nederlandse Eerste en Tweede Kamer en het Vlaams Parlement

## Voorzitters
Hieronder volgt een lijst van voorzitters van het Vlaams Parlement. Van 1971 tot 1980 heette dit nog de Cultuurraad voor de Nederlandse Cultuurgemeenschap en van 1980 tot 1996 de Vlaamse Raad.
| Volgorde | Naam                  | Ambtsperiode                       | Partij | Partij  | Regering(en)                               |
| -------- | --------------------- | ---------------------------------- | ------ | ------- | ------------------------------------------ |
| 1        | Robert Vandekerckhove | 7 december 1971 - 9 mei 1974       |        | CVP     | Geen                                       |
| 2        | Jan Bascour           | 9 mei 1974 - 14 juni 1977          |        | PVV     | Geen                                       |
| 3        | Maurits Coppieters    | 14 juni 1977 - 24 april 1979       |        | VU      | Geen                                       |
| 4        | Henri Boel            | 24 april 1979 - 22 december 1981   |        | SP      | Geen                                       |
| 5        | Jean Pede             | 22 december 1981 - 3 december 1985 |        | PVV     | Geens I                                    |
| 6        | Frans Grootjans       | 3 december 1985 - 2 februari 1988  |        | PVV     | Geens II                                   |
| 7        | Jean Pede             | 2 februari 1988 - 18 oktober 1988  |        | PVV     | Geens III                                  |
| 8        | Louis Vanvelthoven    | 18 oktober 1988 - 13 januari 1994  |        | SP      | Geens IV, Van den Brande I-II-III          |
| 9        | Eddy Baldewijns       | 13 januari 1994 - 13 juni 1995     |        | SP      | Van den Brande III                         |
| 10       | Norbert De Batselier  | 13 juni 1995 - 12 juli 2006        |        | SP      | Van den Brande IV, Dewael, Somers, Leterme |
| 11       | Marleen Vanderpoorten | 13 juli 2006 - 13 juli 2009        |        | VLD     | Leterme, Peeters I                         |
| 12       | Jan Peumans           | 13 juli 2009 - 18 juni 2019        |        | N-VA    | Peeters II, Bourgeois                      |
| 13       | Kris Van Dijck        | 18 juni 2019 - 11 juli 2019        |        | N-VA    | Bourgeois, Homans                          |
| 14       | Wilfried Vandaele     | 13 juli 2019 - 2 oktober 2019      |        | N-VA    | Homans                                     |
| 15       | Liesbeth Homans       | 2 oktober 2019 - 8 januari 2025    |        | N-VA    | Jambon, Diependaele                        |
| 16       | Freya Van den Bossche | 8 januari 2025 - heden             |        | Vooruit | Diependaele                                |

## Zetelverdeling
De zetelverdeling gebeurt per provincie, er zijn 124 zetels te verdelen in functie van het bevolkingsaantal. (118 uit het Vlaamse gewest en 6 uit het Brusselse gewest)
| Partij | Partij                    | 1995-1999 | 1999-2004 | 2004-2009 | 2009-2014 | 2014-2019 | 2019-2024 | 2024-2029 | Δ |
| ------ | ------------------------- | --------- | --------- | --------- | --------- | --------- | --------- | --------- | - |
|        | Volksunie/VU-ID/N-VA      | 9         | 12        | 5         | 17        | 43        | 35        | 31        | ↓ |
|        | Vlaams Blok/Vlaams Belang | 17        | 22        | 29        | 19        | 6         | 23        | 31        | ↑ |
|        | CVP/CD&V                  | 37        | 30        | 29        | 31        | 27        | 19        | 16        | ↓ |
|        | VLD/Open Vld              | 27        | 27        | 25        | 22        | 19        | 14        | 9         | ↓ |
|        | Agalev/Groen!/Groen       | 7         | 12        | 6         | 7         | 10        | 14        | 9         | ↓ |
|        | SP/sp.a/Vooruit           | 26        | 20        | 22        | 19        | 18        | 13        | 18        | ↑ |
|        | PVDA                      | -         | -         | -         | -         | -         | 4         | 9         | ↑ |
|        | Union des Francophones    | 1         | 1         | 1         | 1         | 1         | -         | -         | - |
|        | LDD                       | -         | -         | 4         | 7         | -         | -         | -         | - |
|        | Spirit/Vl.Pro             | -         | -         | 2         | -         | -         | -         | -         | - |
|        | Team Fouad Ahidar         | -         | -         | -         | -         | -         | -         | 1         | ↑ |
|        | overige/onafhankelijk     | -         | -         | -         | 1         | -         | 2         | 1         | ↓ |

## De vijf Vlaamse resoluties
De vijf resoluties van het Vlaams Parlement of beter gekend als de vijf Vlaamse resoluties, zijn een reeks van aanbevelingen die onder leiding van regering-Van den Brande IV het toenmalige Vlaams Parlement werden goedgekeurd. De resoluties betreffen een verregaande autonomie voor Vlaanderen.

## Reglement van het Vlaams Parlement
Elk lid van het Vlaams Parlement legt de volgende eed af: Ik zweer de Grondwet na te leven.
Zoals bepaald in het Reglement van het Vlaamse Parlement, krijgt elke partij aanwezig in het halfrond 55.924,78, aangevuld met 1,34 euro per stem. Deze bedragen worden geïndexeerd. Het reglement beschrijft de situaties waarin deze dotatie ingetrokken kan worden.
Parlementsleden kunnen een blaam krijgen van de deontologische commissie bij het overschrijden van de regels. De volgende politici kregen een blaam:
- Jaak Gabriëls, 2005, voor het tussenbeide komen bij de toewijzing van een sociale woning;
- Filip Dewinter, 2016, voor een bezoek aan Griekse neonazi’s;
- Robrecht Bothuyne, 2024, voor gelobby in een vastgoeddossier.

## Bezoekerscentrum Vlaams Parlement

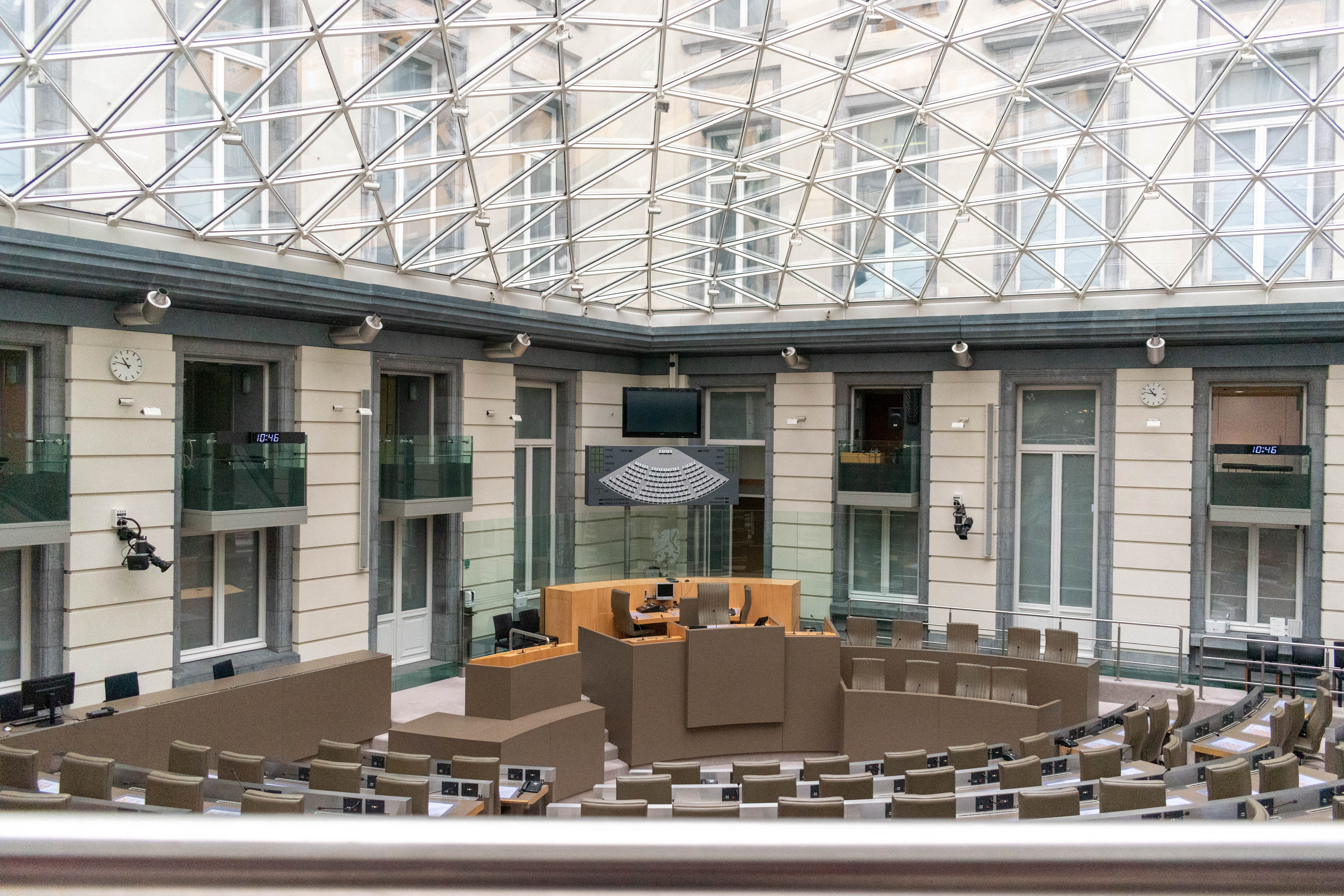
Koepelzaal uit 1996 naar ontwerp van Jozef Fuyen en Willy Verstraete.

Het Bezoekerscentrum Vlaams Parlement is de ontvangstruimte van het Vlaams Parlement, met daarin een tentoonstelling en een eetcafé. Het Bezoekerscentrum opende in november 2018. De interactieve opstelling informeert bezoekers over de werking, geschiedenis en realisaties van het Vlaams Parlement. Daarnaast vertrekken van daaruit begeleide bezoeken aan de iconische Koepelzaal en rondleidingen door de parlementsgebouwen.